# 湛江市博物馆
湛江市博物馆，是中國廣東省湛江市的一個地方性综合类博物馆，館址座落於湛江市赤坎區南方路50號（湛江市第一中学旁），占地面积27000平方米，设有盆景园、碑匾苑、石狗园。展览大楼高六层，座南向北，建筑面积6000平方米，展厅面积4500平方米。

## 历史
1960年，原址建成工业展览馆。
1961年，在原工业展览馆馆的基础上，建立湛江专区博物馆，后于湛江人民戊戌抗法纪念馆（1957年成立）并入。
1968年，改为粤西地区宣传毛泽东思想展览馆，1972年改为湛江地区展览馆，1973年湛江地区工农业展览馆并入，1975年改为湛江地区博物馆，1983年改称湛江市博物馆。

## 展览与陈列
一至三层共设展厅7个，基本陈列有《湛江人民抗法斗争陈列》、《从广州湾到湛江――湛江开埠百年历史展览》、《粤桂边区革命斗争史展览》、《馆藏古代铜鼓陈列》、《馆藏陶瓷精品陈列》、《湛江市非物质文化遗产展览》、《广州湾时期历史复原展》。
- 博物馆大厅
- 湛江人民抗法斗争陈列馆

## 相关荣誉
湛江市博物馆1992年被命名为广东省文化系统文明单位，1995年被命名为湛江市爱国主义教育基地，并获国家文物局授予“全国文物系统优秀爱国主义教育基地”称号。1999年对馆舍进行全面修缮，美化环境，装修展厅，举办内容丰富的文物精品陈列和临时性专题展览。
2010年12月1日，博物馆大楼建筑被公布为湛江市文物保护单位。

## 下设部门
1. 办公室（主要围绕全馆的工作重点，为馆领导、各部门和全馆员工服务）
2. 陈列部（主要负责全馆陈列展览的内容和形式设计，编写陈列展览提纲和说明词、释文）
3. 群工部（主要负责组织观众、接待观众和基本陈列的讲解工作；观众人数统计和观众意见的收集整理工作）
4. 文物部（主要负责全馆藏品接收时的文物登帐、编目填写、藏品档案的制作和保管）
5. 广州湾法国公使署旧址管理部
6. 保安部[3]

## 领导班子
- 馆长：钟莹
- 副馆长：袁仁志、李漓[3]